# Соломон Снайдер
Соломон Снайдер (англ. Solomon Halbert Snyder; нар. 26 грудня 1938, Вашингтон, США) — американський вчений у галузі нейронаук. Заслужений професор університету Джонса Гопкінса, де працює з 1966 року.

## Біографія
Навчався в 1955-58 рр. в Georgetown College і потім здобув ступінь доктора медицини з відзнакою у Georgetown University School of Medicine(1962), приймався в Alpha Omega Alpha. В 1962-63 рр. інтерн в Сан-Франциско. З 1963 по 1965 року в Національних інститутах охорони здоров'я, де співпрацювали з Джуліус Аксельрод, згодом Нобелівським лауреатом. З 1965 по 1968 рік на кафедрі психіатрії університетської лікарні Джонса Гопкінса. З 1966 року асистент-професор, з 1968 року асоційований професор, з 1970 року професор школи медицини університету Джонса Гопкінса, з 1977 її заслужений сервіс-професор (Distinguished Service Professor). В 1980 році заснував там департамент нейронаук — одну з перших подібних кафедр в країні — і очолював його до 2006 року, нині він носить його ім'я (Solomon H. Snyder Department of Neuroscience).
Асоційований редактор PNAS з 2006 року, перед тим з 2005 року його старший редактор.
Одружений з 1962 року, є діти.
Автор понад тисячу журнальні статті, сім книг.

## Нагороди та визнання
- 1969: Видатний молодий вчений, Мерілендська АН (1969)
- 1970: Премія Джона Джекоба Абеля[en], Американське товариство фармакології та експериментальної терапії[en]
- 1970:  Премія Беннетта, Товариства біологічної психіатрії
- 1972: Hofheimer Award, Американська психіатрична асоціація
- 1974:  Daniel H. Efron Award, Американський коледж нейропсихофармакології
- 1977: Research Pacesetter Award, Національний інститут з питань зловживання наркотиками
- 1977: асоціат Neuroscience Research Program[en]
- 1977: Van Giesen Award, New York State Psychiatric Institute[en] & Колумбійський університет
- 1978: Stanley Dean Award, Американського психіатричного коледжу[en]
- 1978: Премія ван Дайка, Колумбійський університет
- 1978: Distinguished Research Award, Асоціація досліджень нервових та психічних захворювань
- 1978: Премія Альберта Ласкера за фундаментальні медичні дослідження
- 1979: премія Анни Моніки з біологічної психіатрії
- 1979: член Американської академії мистецтв і наук
- 1980: член Національної Академії наук[5]
- 1981: Goodman and Gilman Award, Американське товариство фармакології та експериментальної терапії
- 1981: Taylor Manor Award
- 1982: Премія Вольфа з медицини
- 1984: Премія Діксона[en] з медицини, Піттсбурзький університет
- 1984: Премія Ейнштейна за дослідження в галузі психіатрії та суміжних дисциплін Медичний коледж Альберта Ейнштейна[en]
- 1985: Special Presidential Commendation, Американська психіатрична асоціація
- 1985: Премія за наукові досягнення, Американська медична асоціація[en]
- 1985: Camelback Humanitarian Award
- 1985: Премія Кіба-Дрю[en] з біомедичних досліджень
- 1986: Премія пам'яті Едварда Джоела Сачара, Колумбійський університет
- 1987: Sense of Smell Award, Fragrance Research Fund
- 1988: член Медичної академії
- 1989: Distinguished Service Award, Американська психіатрична асоціація
- 1990: Премія Вітторіо Ерспамера, FIDIA Research Foundation
- 1990: J. Allyn Taylor International Prize in Medicine[en], Robarts Research Institute
- 1990: Pasarow Award[de] однойменного фонду
- 1991: Премія Боуера Інституту Франкліна
- 1992: член Американського філософського товариства
- 1992: Премія Джозефа Пристлі, Коледж Дікінсона[en]
- 1995: Премія Бакстера, Асоціація Американських медичних коледжів[en]
- 1996: Bristol-Myers Squibb Award[en] for Distinguished Achievement in Neuroscience Research
- 2000: Judd Marmor Prize, Американська психіатрична асоціація
- 2000: Ralph-W.-Gerard-Preis[de], Товариство нейронаук
- 2000: City of Medicine Award
- 2000: Society for Biomolecular Screening[en] Achievement Award
- 2001: Lieber Prize, Національний альянс з досліджень шизофренії та депресії[en]
- 2001: Salmon Prize, Нью-Йоркська медична академія[en]
- 2001: Sarnat Prize[en] Національної медичної академії
- 2002: Goldman-Rakic Award, Національний альянс з досліджень шизофренії та депресії
- 2003: Національна наукова медаль США
- 2005: Julius Axelrod Mentorship Award, Американський коледж нейропсихофармакології
- 2006: Perl-UNC Prize[en]
- 2007: Премія медичного центру Олбані[en]
- 2013: NAS Award in the Neurosciences[en]
- 2018: Clarivate Citation Laureates з фізіології або медицини

## Книги
- Uses of Marijuana (1971)
- Madness and the Brain (1974)
- The Troubled Mind (1976)
- Biological Aspects of Abnormal Behavior (1980)
- Drugs and the Brain (1986)
- Brainstorming (1989)